# Florian Berrenberg
Florian Berrenberg (* 1965 in München) ist ein deutscher American-Football-Trainer und Fernsehkommentator.

## Laufbahn
Berrenberg kam 1980 über einen Zeitschriftenartikel mit American Football in Berührung und entschloss sich, die Sportart auszuüben. Er spielte als Quarterback bei den Munich Cowboys und den Munich Rangers.
1995 und 1996 arbeitete Berrenberg im Trainerstab der Mannschaft Frankfurt Galaxy (World League of American Football) und war dort für die Betreuung der Defensive Backs zuständig. 1995 gewann er mit Frankfurt den World Bowl. Zur Saison 1998 wechselte er zu den Hamburg Blue Devils und arbeitete dort ebenfalls mit den Verteidigungsspielern. Ende Juni 2000 wurde er bei den Hamburgern ins Amt des Cheftrainers befördert, nachdem Lee Rowland in Folge eines verpatzten Saisonauftakts entlassen worden war. Berrenberg betreute die Mannschaft bis Saisonende als Cheftrainer.
Als Verteidigungskoordinator der deutschen Nationalmannschaft war Berrenberg am Gewinn der Bronzemedaille bei der Weltmeisterschaft 2003 beteiligt.
Berrenberg war Trainer der bayerischen Football-Jugendauswahl, arbeitete später für die Franken Knights, zur Saison 2005 übernahm er den Cheftrainerposten beim Bundesliga-Aufsteiger Munich Cowboys, wurde aber kurz vor dem Auftakt des Spieljahres entlassen. Er arbeitete auch in der Jugendabteilung des Münchener Vereins als Trainer. Bei den Kirchdorf Wildcats arbeitete er als Verteidigungskoordinator, stieg mit der Mannschaft 2017 in die GFL auf und war bis Saisonende 2018 dort auch für Kirchdorf tätig.
Ab 1988 war er im Fernsehen als Kommentator von Footballspielen im Einsatz. Der hauptberuflich als Lehrer für Englisch und Sport in Niederseeon tätige Berrenberg arbeitete bei Footballübertragungen der Sender Premiere, Tele 5, DSF beziehungsweise Sport1 und DAZN.
2023 wurde Berrenberg Bundestrainer der deutschen Nationalmannschaft im Flag Football und führte diese bei der im selben Jahr in Irland ausgetragenen Europameisterschaft zum Gewinn der Goldmedaille.